# Black Rock Shooter
Black Rock Shooter (ブラック★ロックシューター, Burakku Rokku Shuutaa) (estilizado Black★Rock Shooter) é um OVA japonês de 2010 produzido pelo estúdio Ordet e com a ajuda do A-1 Pictures. De Yutaka Yamamoto, escrito por Nagaru Tanigawara e Shinobu Yoshioka, foi dirigido por Shinobu Yoshioka. O OVA de 50 minutos é baseado na canção de mesmo nome da banda japonesa Supercell e seu vídeo clip a acompanha com ilustrações de Huke. Os compositores da musical, Ryo e Huke, ambos membros da Supercell, colaboraram com o projeto. A "edição-piloto" do anime foi lançada em DVD e Blu-ray Disc em setembro de 2009, e a versão completa do mesmo foi lançada em DVDs empacotados em revistas selecionadas a partir de 24 de julho de 2010 e legendado em sete línguas. A versão comercial foi lançada em 17 de dezembro de 2010. Uma série completa em anime para TV começou a ser exibida na Noitamina da TV Fuji em 3 de fevereiro de 2012. O OVA também gerou duas séries de mangá e um jogo de vídeo game para PSP, cada um ambientado em seu próprio universo.

## Enredo
Cada versão (ou mídia) do anime acontece em seu próprio universo, com o foco sempre em torno de Black Rock Shooter, uma misteriosa garota de cabelos negros que possui olhos extremamente azuis (sendo que o esquerdo emite uma incandescente chama azul) e um poderoso canhão chamado Rock Cannon (estilizado como ★rock Cannon) com o qual ela pode disparar rochas em alta velocidade.
O OVA se concentra na garota e emotiva Kuroi Mato, que se prepara para seu primeiro dia de aula depois das férias. Durante o caminho até ao colégio, ela vai primeiro a um lugar onde pode ver todo o panorama da cidade. Emocionada, Kuroi tira uma foto com seu telefone celular, mas depois, ao perceber que vai se atrasar ela dispara novamente rumo ao colégio.
Enquanto isso, em um mundo paralelo, Black Rock Shooter luta contra Black Gold Saw, recebendo uma dolorosa derrota e, mais tarde, começando uma solitária viagem. A luta de Black Rock Shooter e a vida de Mato fica mais intercalada à medida que Black Rock Shooter se aproxima do domínio de Dead Master.
Mato aproxima-se da escola e vê uma outra menina, Takanashi Yomi, sair de um carro. À medida que a cerimônia de boas vindas do colégio progredia, Mato observa Yomi e, eventualmente, vai até ela e começa uma conversa. Yomi, uma menina educada e gentil que, inicialmente, se assusta com a rápida abordagem de Mato, mas rapidamente viram grandes amigas.
Enquanto isso no outro mundo, Black Rock Shooter chega em um palácio no meio do deserto depsair e finalmente vê a sua adversária, Dead Master. Ela estende a mão, que o Dead Master interpreta como um sinal para começar a luta. Ela então lançando sua foice em Black Rock Shooter, começando a batalha, enquanto no fundo forças ameaçadoras se aproximam.
Mato e Yomi começam a passar mais tempo juntas em suas atividades diárias. Mato junta-se ao time de basquete, e Yomi vai ao ginásio para acompanhar seus treinos, depois de ver como Mato se diverte no seu esporte, ela decide que vai se juntar ao time de vólei, onde as duas poderiam ver uma à outra com mais frequência. Eventualmente, como um sinal de sua amizade, Mato leva Yomi ao seu local favorito que ela tinha visto antes e tirado uma foto e dá a Yomi um presente: um charmoso pingente de telefone celular azul na forma de uma estrela, idêntico ao que ela tem. Yomi gentilmente aceita o presente.
Um dia, quando Yomi está praticando voleibol, ela vê Mato se machucar durante o treino de basquete e ser atendida por outra colega, Yuu. Mais tarde, Mato apresenta Yuu para Yomi, mas ambas acabam por continuar suas vidas diárias.
As coisas mudam, no entanto, durante o segundo ano das garotas. Mato e Yomi são colocados em classes separadas. O que severamente corta o tempo que elas tinham juntas. Como Mato começa a passar mais tempo com Yuu, que agora está em sua classe como sua nova amiga, ela desvia ainda mais suas atenções para além de Yomi. Yomi, por sua vez, começa a se sentir sozinha, observando de longe Mato e Yuu jogando. Por um breve momento, Mato olha para Yomi e a vê tomar a forma de Dead Master e desaparecendo. Em pouco tempo, Mato começa a perceber que Yomi não está respondendo a suas chamadas e nem as suas mensagens de textos, além de ter desaparecido da escola, Mato começa a acreditar que Yomi está evitando-a. No entanto, torna-se claro que algo a mais está acontecendo, como Mato encontra-se incapaz de encontrar-se com Yomi em qualquer lugar, torna-se claro que ela não está aparecendo nem nos seus locais habituais, tais como o treino de voleibol. Mais tarde Mato começa a ficar nervosa quando dois detetives vão à sua casa perguntando sobre Yomi e informando-a de seu desaparecimento recente, o que causa uma crise de choro na garota.
Enquanto isso, Black Rock Shooter, em sua batalha contra Dead Master, cai em uma armadilha e fica presa por correntes; Dead Master caminha na sua direção, pronta para o ataque final.
Uma noite, Mato vê o display de seu telefone celular iluminar-se, ela rapidamente o pega e vê que recebeu uma mensagem de texto de Yomi. Ela abre, mas o conteúdo da mensagem está em branco. Claro que isto é um sinal de Yomi, Mato sai correndo de casa e pega sua bicicleta, vestindo uma jaqueta preta com o desenho de uma estrela em sua camisa. Ela vai ao longo das colina de seu bairro, até seu local favorito, o que ela mostrou a Yomi. Na grama, ela encontra o pingente de telefone que ela havia dado a Yomi e, finalmente, perceber o quanto a amiga significa para ela, levando o pingente ao peito. É então que uma luz azul surge do pingente, envolvendo Mato nela e iluminando o ambiente.
Black Rock Shooter quebra as correntes com as mãos e caminha em direção a Dead Master, cujos ataques são agora inúteis contra ela. Black Rock Shooter, mais uma vez estende a mão. Dead Master, com raiva, começa a recuar sem olhar para trás, o que acaba por faze-la cair em um precipício. No entanto, Black Rock é capaz de pega-la, puxa-la de volta e abraça-la. Incapaz de assumir isso, Dead Master tenta se desvencilhar do abraço da rival e, entre grunhidos e gritos de odio e raiva, ela acaba por cair, se dissolvendo em pleno ar. O rosto sobre o corpo de Dead Master deixa claro ser o rosto de ninguém mais ninguém menos que o rosto de Yomi.
Mato abre os olhos para o lugar misterioso em que se encontra, e Black Rock Shooter aparece logo depois, oferecendo-se para ajuda-la a salvar Yomi. Mato declara que não quer salvar Yomi, ela só quer ter de volta a sua grande amiga Yomi. Ela então pergunta a Black Rock Shooter quem ela é, e a mesma responde através da fusão com Mato: "I'm... Black Rock Shotter" ("Eu sou... Black Rock Shooter").
Mato e Yomi são vistas indo do colégio para casa após a prática esportiva. Mato convida Yuu para ir com elas, Yuu aceita o convite, com uma expressão sombria no rosto.

## Música
Abertura
Black rock shooter - Ryo (Supercell) feat. Hatsune Miku
Encerramento
Bokura no Ashiato (僕らのあしあと)-Supercell
Braveheart - The Gomband.(ova)
- Um Anime Subestimado

O anime Black Rock Shooter a versão de 2012 tá ganhando bem mais valor isso aconteceu porque no lançamento todo mundo odiou o anime na verdade foi muito dividido tem pessoas que gostam ou odeiam mas na maioria odiou. Porém em 2021 ganhou uma dublagem em inglês e está na Crunchyroll pra assistir no Premium.